# Paris (슈퍼트램프의 음반)
| 전문가 평가                   | 전문가 평가 |
| 평가 점수                     | 평가 점수   |
| 출처                          | 점수        |
| ----------------------------- | ----------- |
| AllMusic                      | [ 1 ]       |
| Billboard                     | (unrated)   |
| Encyclopedia of Popular Music | [ 3 ]       |
| The Rolling Stone Album Guide | [ 4 ]       |

《Paris》는 1980년 9월 1일에 발매된 영국의 록 밴드 슈퍼트램프의 라이브 음반이다. 이 음반은 프랑스 파리에서 열린 슈퍼트램프의 《Breakfast in America》 투어에서 녹음되었고, 1979년 11월 29일, 한때 도축장이었던 파빌롱 드 파리에서 대부분의 트랙을 찍었다. 이 음반은 원래 《Roadworks》라고 불릴 예정이었다. 《Paris》는 1980년 말 빌보드 200에서 8위에 올랐고, 즉시 골드를 밟았고, 라이브 버전인 〈Dreamer〉는 미국 톱 20위에 올랐다.

## 배경 및 녹음
로저 호지슨에 따르면, 슈퍼트램프는 당시 라이브 음반을 녹음해야 하는 몇 가지 이유가 있었는데, 그 중에는 《Breakfast in America》 전 작품을 미국 청취자들에게 소개하고 싶은 욕망과 스튜디오에서보다 그들의 노래가 더 라이브로 잘 나왔다는 상호 정서 등이 포함되어 있었다. 하지만, 그는 음반의 주된 목적이 시간을 벌기 위한 것이었음을 인정한다. 밴드는 《Breakfast in America》의 엄청난 성공에 대한 적절한 후속 조치를 만들어야 한다는 압박감에 시달렸고, 그러한 음반의 방향을 고려하기 위해 한동안 순회공연과 녹음의 러닝머신에서 벗어나야 했다. 그렇게 한숨 돌린다는 것은 다음 스튜디오 음반이 빠르면 1981년까지 완성되지 않는다는 것을 의미했고, 그래서 "그 공백을 메우기 위해" 무언가가 필요했다.
이 밴드의 모바일 스튜디오를 이용하여 캐나다와 유럽 전역에서 많은 쇼들이 녹화되었다. 그러나, 피트 허드슨과 러셀 포프가 밴드에게 이러한 녹음을 거친 혼합물을 포함한 레이블이 부착되지 않은 카세트를 선물하고, 멤버들이 좋아하는 트랙에 투표했을 때, 대부분의 투표는 11월 29일, 경기장에서 열린 녹화에서 떨어졌다. 밴드가 파리에 머무는 동안 다른 콘서트에서 몇 곡의 트랙을 가져왔고, 주로 보컬과 존 헬리웰의 오르간을 위해 스튜디오 오버더빙도 추가되었다. 다만 헬리웰은 당시 대부분의 라이브 음반에 비해 오버더빙의 양이 미미하다고 주장하며 "많은 사람들이 라이브 음반을 만들 때는 드럼과 베이스만 가지고 나머지는 전부 다시 해달라"고 당부했다. 영화제작자 데릭 버비지는 16mm 필름으로 콘서트를 촬영했는데, 비용을 절감하고 카메라 제작진에게 휴식을 주기 위해 5곡 (〈A Soapbox Opera〉, 〈You Started Laughing〉, 〈From Now On〉, 〈Ain't Nobody But Me〉, 〈Downstream〉)만 빠졌다. A&M 레코드는 〈Dreamer〉, 〈The Logical Song〉, 〈Asylum〉의 세 곡 중 뮤직비디오를 요청했다. 피터 클리프턴은 사라 레곤과 함께 그것들을 편집했고, 심지어 그의 작품을 10곡까지 확장했다. 하지만 스튜디오는 승인을 보내지 않았고, 그래서 클리프턴은 시드니 집으로 후퇴했고 부정적인 것들을 호주로 가져왔다.

## 곡 목록
모든 곡들은 릭 데이비스와 로저 호지슨에 의해 작사/작곡하였다.
| #  | 제목                    | 재생 시간 |
| -- | ----------------------- | --------- |
| 1. | 〈School〉              | 5:41      |
| 2. | 〈Ain't Nobody But Me〉 | 5:24      |
| 3. | 〈The Logical Song〉    | 3:56      |
| 4. | 〈Bloody Well Right〉   | 3:42      |

| #  | 제목                     | 재생 시간 |
| -- | ------------------------ | --------- |
| 1. | 〈Breakfast in America〉 | 2:57      |
| 2. | 〈You Started Laughing〉 | 4:02      |
| 3. | 〈Hide in Your Shell〉   | 6:54      |
| 4. | 〈From Now On〉          | 7:06      |

| #  | 제목                | 재생 시간 |
| -- | ------------------- | --------- |
| 1. | 〈Dreamer〉         | 3:44      |
| 2. | 〈Rudy〉            | 7:08      |
| 3. | 〈A Soapbox Opera〉 | 4:51      |
| 4. | 〈Asylum〉          | 6:51      |

| #  | 제목                       | 재생 시간 |
| -- | -------------------------- | --------- |
| 1. | 〈Take the Long Way Home〉 | 4:57      |
| 2. | 〈Fool's Overture〉        | 10:57     |
| 3. | 〈Two of Us〉              | 1:25      |
| 4. | 〈Crime of the Century〉   | 6:32      |

## 인증
| 국가                                                  | 인증     | 판매량/출하량 |
| ----------------------------------------------------- | -------- | ------------- |
| 캐나다 (뮤직 캐나다)                                  | 플래티넘 | 100,000^      |
| 프랑스 (SNEP)                                         | 골드     | 100,000*      |
| 독일 (BVMI)                                           | 골드     | 250,000^      |
| 뉴질랜드 (RMNZ)                                       | 플래티넘 | 15,000^       |
| 영국 (BPI)                                            | 골드     | 100,000^      |
| 미국 (RIAA)                                           | 골드     | 250,000^      |
| *판매량을 기반으로 한 인증 ^출하량을 기반으로 한 인증 |          |               |